# Grandeggen
Grandeggen ist eine Rotte der Fraktion Oberrotte in der Gemeinde St. Jakob in Defereggen im Defereggental (Osttirol).

## Geographie
Grandeggen liegt in rund 1450 Metern Höhe auf der Sonnenseite des Defereggentals rund 40 Meter oberhalb der südlich fließenden Schwarzach. Grandeggen wird im Westen vom Reggenbach vom benachbarten Ranach getrennt, im Osten fließt der Mühlbach. Im Osten befinden sich in rund 500 Metern Entfernung die Ortsteile Leiten und Unterleiten. Grandeggen ist über die Defereggentalstraße (L25) erreichbar, von der unterhalb von Ranach eine Straße abzweigt, die über Ranach nach Grandeggen führt. Nach Osten zum Ortsteil Leiten besteht lediglich ein Fußweg.
Grandeggen besteht aus vier Adressen bzw. fünf Gebäuden, darunter drei Wohngebäude und zwei Wirtschaftsgebäude. Es handelt sich hierbei um die traditionellen Hofstellen Zochis (Oberrotte 13), Berger (Oberrotte 14), Lackner (Oberrotte 15) und Lederer (Oberrotte 16), von denen jedoch nur mehr die Hofstelle Lackner als Landwirtschaft geführt wird. Von der Hofstelle Lederer existiert nur noch das Wirtschaftsgebäude, das Wohngebäude wurde abgetragen.

## Geschichte
Den Grundstein für die Besiedlung von Grandeggen wurde durch die mittelalterliche Schwaige (Urhof) Grandeggen gelegt. Die Schwaige stand in Besitz der Grundherrschaft der Heiligengeist-Spitals in Brixen. Ihren Namen erhielt die Schwaige Grandeggen, auch Granteggn, von den Grantn (Preiselbeeren). Die Urbarmachung der Raut Pötsch, 1528 als „Petscherleins Raut“ sowie 1558 als „Pöitscher Raut“ erwähnt, erfolgte auf Grund des Siedlungsausbaus während des forcierten Bergbaus im Defereggental.
Grandeggen wird von der Statistik Austria 1923 mit sieben Gebäuden und 39 Einwohnern ausgewiesen, 1951 wird Grandeggen mit drei Gebäuden und 12 Einwohnern gewertet, wobei Grandeggen als Rotte eingestuft worden war. 1961 lebten in Grandeggen 16 Menschen in vier Gebäuden, 1971 waren es 11 Menschen in drei Gebäuden, 1981 29 Menschen in 13 Gebäuden. Seit 1991 wird die Bevölkerung von Pötsch nicht mehr gesondert ausgewiesen.

## Bauwerke

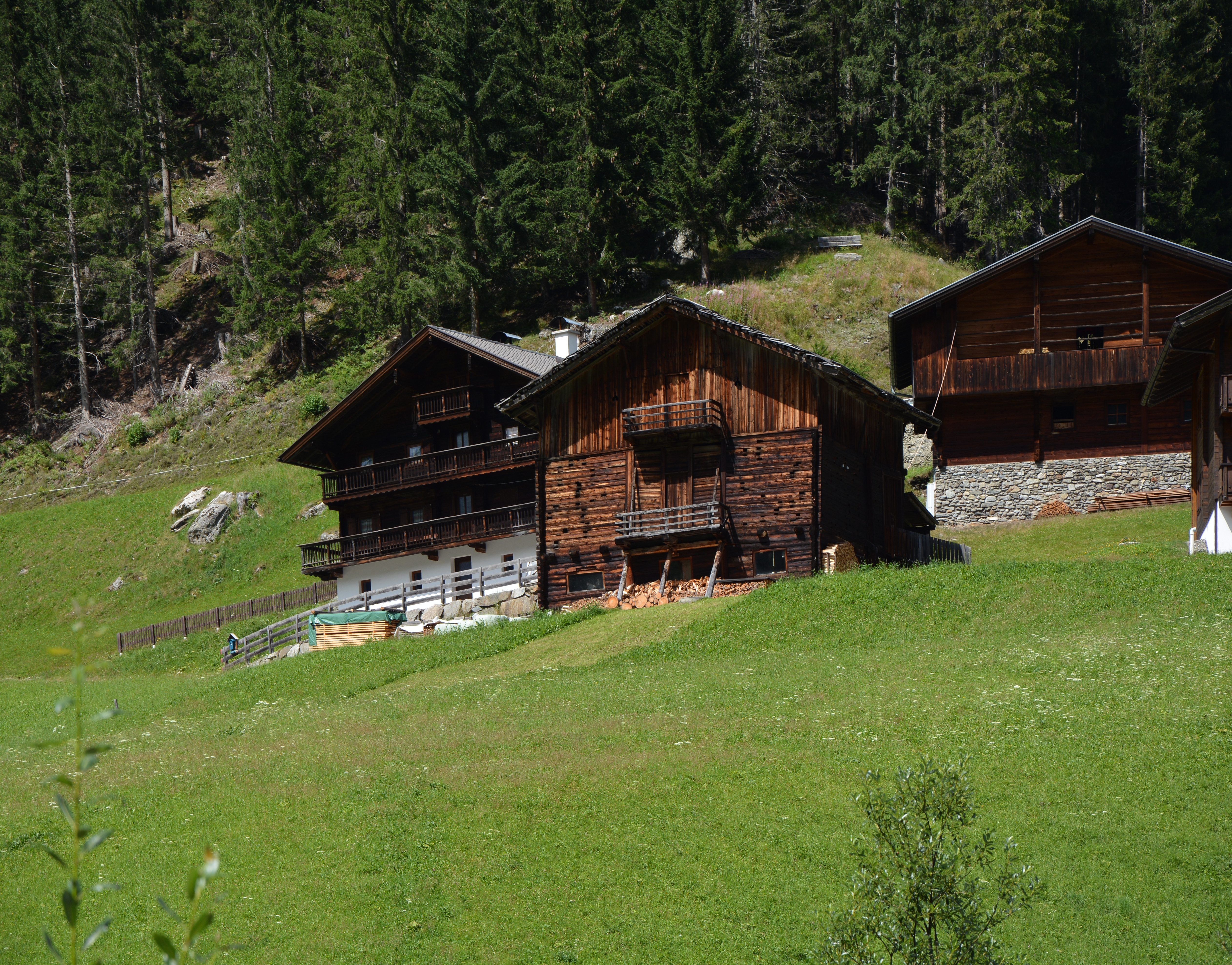
Wohngebäude Berger, Wirtschaftsgebäude Jörgen und Wirtschaftsgebäude Lederer (von links nach rechts)

Von der ursprünglichen Verbauung haben sich nur das Wohngebäude des ursprünglichen Paarhofs Berger (Oberrotte 14) und das Wirtschaftsgebäude des Paarhofes Jörgen (Oberrotte 13) erhalten. Das Wohngebäude des Paarhofs Jörgen mit einem Baukern aus dem 16. Jahrhundert war ein auf Bruchsteinfundament errichteter Kantblockbau mit Satteldach, der jedoch um 2000 abgetragen und durch einen Neubau ersetzt worden war. Das zugehörige Wirtschaftsgebäude stammt aus dem 19. Jahrhundert und wurde 1901 aufgestockt. Beim Wirtschaftsgebäude handelt es sich um ein auf Bruchsteinfundament errichtetes, in kombinierter Holzkonstruktion ausgeführtes Gebäude mit schindelgedeckten Satteldach und vorgelagerten Söller. Das Wohngebäude des Paarhofs Berger besitzt einen Kern aus dem 18. Jahrhundert und wurde um 1890 umgebaut. Es handelt sich hier um ein zweigeschoßiges Gebäude in Hanglage mit geschoßhohem, gemauertem Kellerfundament über dem ein Kantblockbau mit Satteldach errichtet wurde. Die talseitige Giebelfassade wurde durch umlaufende Söller geschmückt.